# Grand Theft Auto (videójáték-sorozat)
A Grand Theft Auto, vagy röviden GTA egy nyílt világú akció-kaland videójáték-sorozat. Fejlesztője a skót Rockstar North (korábban DMA Design), forgalmazója pedig a Rockstar Games. Az első játékok stílusa felülnézetes akció volt, míg az újabbaké már külső nézetes akció (TPS). A sorozat címe az Egyesült Államokban a nagy értékű autólopásra használt kifejezésből származik. Az egyes epizódok helyszínei létező nagyvárosok (pl. London, New York, Los Angeles) játékbeli változatai, főszereplői pedig fegyveres bűnözők, a játékosnak az ő bőrükbe bújva kell különböző küldetéseket végrehajtania, hogy a történetben előrébb jusson. Több díjat is nyertek az egyes részek, mint például a legjobb zenei betét (Grand Theft Auto: San Andreas), az Év játéka (Grand Theft Auto III), vagy a legtöbb példányszámban eladott játék (Grand Theft Auto IV).

## A sorozat részei és alaptörténetei
| Év   | Cím                                      | Széria | Nézet | Nézet | Világ | Platform | Platform | Platform | Platform | Platform | Platform  | Platform | Platform | Platform | Platform | Platform | Platform | Platform | Platform | Platform | Platform | Platform | Platform | Platform | Platform | Platform | Platform | Fejlesztő       |
| ---- | ---------------------------------------- | ------ | ----- | ----- | ----- | -------- | -------- | -------- | -------- | -------- | --------- | -------- | -------- | -------- | -------- | -------- | -------- | -------- | -------- | -------- | -------- | -------- | -------- | -------- | -------- | -------- | -------- | --------------- |
| Év   | Cím                                      | Széria | Külső | Belső | Világ | PS1      | PS2      | PS3      | PS4      | PS5      | Dreamcast | Xbox     | Xbox 360 | Xbox One | Series X | Windows  | MS-DOS   | OS X     | PSP      | GBC      | GBA      | DS       | 3DS      | iOS      | Android  | WP       | Kindle   | Fejlesztő       |
| 1997 | Grand Theft Auto                         | 1.     | Igen  | Nem   | 2D    | Igen     | Nem      | Nem      | Nem      | Nem      | Nem       | Nem      | Nem      | Nem      | Nem      | Igen     | Igen     | Nem      | Nem      | Igen     | Nem      | Nem      | Nem      | Nem      | Nem      | Nem      | Nem      | DMA Design      |
| 1999 | Grand Theft Auto: London, 1961           | 1.     | Igen  | Nem   | 2D    | Nem      | Nem      | Nem      | Nem      | Nem      | Nem       | Nem      | Nem      | Nem      | Nem      | Igen     | Nem      | Nem      | Nem      | Nem      | Nem      | Nem      | Nem      | Nem      | Nem      | Nem      | Nem      | DMA Design      |
| 1999 | Grand Theft Auto: London, 1969           | 1.     | Igen  | Nem   | 2D    | Igen     | Nem      | Nem      | Nem      | Nem      | Nem       | Nem      | Nem      | Nem      | Nem      | Igen     | Nem      | Nem      | Nem      | Nem      | Nem      | Nem      | Nem      | Nem      | Nem      | Nem      | Nem      | DMA Design      |
| 1999 | Grand Theft Auto 2                       | 2.     | Igen  | Nem   | 2D    | Igen     | Nem      | Nem      | Nem      | Nem      | Igen      | Nem      | Nem      | Nem      | Nem      | Igen     | Nem      | Nem      | Nem      | Igen     | Nem      | Nem      | Nem      | Nem      | Nem      | Nem      | Nem      | DMA Design      |
| 2001 | Grand Theft Auto III                     | 3.     | Igen  | Nem   | 3D    | Nem      | Igen     | Igen     | Igen     | Nem      | Nem       | Igen     | Nem      | Nem      | Nem      | Igen     | Nem      | Igen     | Nem      | Nem      | Nem      | Nem      | Nem      | Igen     | Igen     | Nem      | Igen     | DMA Design      |
| 2002 | Grand Theft Auto: Vice City              | 3.     | Igen  | Nem   | 3D    | Nem      | Igen     | Igen     | Igen     | Nem      | Nem       | Igen     | Nem      | Nem      | Nem      | Igen     | Nem      | Igen     | Nem      | Nem      | Nem      | Nem      | Nem      | Igen     | Igen     | Nem      | Igen     | Rockstar North  |
| 2004 | Grand Theft Auto: San Andreas            | 3.     | Igen  | Nem   | 3D    | Nem      | Igen     | Igen     | Igen     | Nem      | Nem       | Igen     | Igen     | Nem      | Nem      | Igen     | Nem      | Igen     | Nem      | Nem      | Nem      | Nem      | Nem      | Igen     | Igen     | Igen     | Igen     | Rockstar North  |
| 2004 | Grand Theft Auto Advance                 | 3.     | Igen  | Nem   | 3D    | Nem      | Nem      | Nem      | Nem      | Nem      | Nem       | Nem      | Nem      | Nem      | Nem      | Nem      | Nem      | Nem      | Nem      | Nem      | Igen     | Nem      | Nem      | Nem      | Nem      | Nem      | Nem      | Digital Eclipse |
| 2005 | Grand Theft Auto: Liberty City Stories   | 3.     | Igen  | Nem   | 3D    | Nem      | Igen     | Igen     | Nem      | Nem      | Nem       | Nem      | Nem      | Nem      | Nem      | Nem      | Nem      | Nem      | Igen     | Nem      | Nem      | Nem      | Nem      | Igen     | Igen     | Nem      | Nem      | Rockstar Leeds  |
| 2006 | Grand Theft Auto: Vice City Stories      | 3.     | Igen  | Nem   | 3D    | Nem      | Igen     | Igen     | Nem      | Nem      | Nem       | Nem      | Nem      | Nem      | Nem      | Nem      | Nem      | Nem      | Igen     | Nem      | Nem      | Nem      | Nem      | Nem      | Nem      | Nem      | Nem      | Rockstar Leeds  |
| 2008 | Grand Theft Auto IV                      | 4.     | Igen  | Nem   | HD    | Nem      | Nem      | Igen     | Nem      | Nem      | Nem       | Nem      | Igen     | Nem      | Nem      | Igen     | Nem      | Nem      | Nem      | Nem      | Nem      | Nem      | Nem      | Nem      | Nem      | Nem      | Nem      | Rockstar North  |
| 2009 | Grand Theft Auto: The Lost and Damned    | 4.     | Igen  | Nem   | HD    | Nem      | Nem      | Igen     | Nem      | Nem      | Nem       | Nem      | Igen     | Nem      | Nem      | Igen     | Nem      | Nem      | Nem      | Nem      | Nem      | Nem      | Nem      | Nem      | Nem      | Nem      | Nem      | Rockstar North  |
| 2009 | Grand Theft Auto: Chinatown Wars         | 4.     | Igen  | Nem   | HD    | Nem      | Nem      | Nem      | Nem      | Nem      | Nem       | Nem      | Nem      | Nem      | Nem      | Nem      | Nem      | Nem      | Igen     | Nem      | Nem      | Igen     | Nem      | Igen     | Igen     | Nem      | Nem      | Rockstar Leeds  |
| 2009 | Grand Theft Auto: The Ballad of Gay Tony | 4.     | Igen  | Nem   | HD    | Nem      | Nem      | Igen     | Nem      | Nem      | Nem       | Nem      | Igen     | Nem      | Nem      | Igen     | Nem      | Nem      | Nem      | Nem      | Nem      | Nem      | Nem      | Nem      | Nem      | Nem      | Nem      | Rockstar North  |
| 2013 | Grand Theft Auto V                       | 5.     | Igen  | Igen  | HD    | Nem      | Nem      | Igen     | Igen     | Igen     | Nem       | Nem      | Igen     | Igen     | Igen     | Igen     | Nem      | Nem      | Nem      | Nem      | Nem      | Nem      | Nem      | Nem      | Nem      | Nem      | Nem      | Rockstar North  |
| 2025 | Grand Theft Auto 6                       | 6.     | Igen  | Igen  | HD    | Nem      | Nem      | Nem      | Nem      | Igen     | Nem       | Nem      | Nem      | Nem      | Igen     | Nem      | Nem      | Nem      | Nem      | Nem      | Nem      | Nem      | Nem      | Nem      | Nem      | Nem      | Nem      | Rockstar North  |

### Grand Theft Auto
A sorozat története 1997 októberében kezdődött, amikor a DMA Design (a mai Rockstar North) elkészítette a Grand Theft Auto névre keresztelt akciójátékot PC-re.
A játék grafikailag leginkább a képregényeket szimulálta, kevés és igen harsány színével. A felülnézetes, viszonylag kezdetleges 3 dimenziós megjelenítésű környezet sok lehetőséget kínált a játékosnak a randalírozásra. A játék három városban játszódik: Liberty City, Vice City és San Andreas. Jó hangulatával sok játékosnak tetszett a GTA első része. 1998-ban a játék a Sony első játékkonzolára, a PlayStationre is megjelent. A játék felülnézetes kameraállását a tv-ben közvetített autós üldözések helikopterről felvett jelenetei ihlették.

#### Grand Theft Auto: London 1961
1999 júniusában megjelent a játék tulajdonképpen kiegészítőjének a kiegészítője, a GTA: London, 1961, ami az egyetlen saját nevén megnevezett helyszínen játszódó epizód a teljes Grand Theft Auto-sorozat történetében.

#### Grand Theft Auto: London 1969
Két hónappal korábban, áprilisban jelent meg az eredeti Grand Theft Auto kiegészítő, a GTA: London 1969, ennek az előzményeit dolgozza fel a két hónappal később kiadott folytatás. Ez az egyetlen Amerikai Egyesült Államok területén kívül eső helyszín a sorozat történetében.

### Grand Theft Auto 2
1999 októberében jelent meg a Grand Theft Auto 2, ami szintén felülnézetes, még mindig kezdetleges, de sokkal igényesebb megjelenésű, és kidolgozottabb rész. A GTA sorozatban ez az egyetlen, ami a jövőben (a történet szerint valamikor 2013-ban) játszódik. A jobban kidolgozott játékelemek, a szebb és több szín miatt a játék élvezhetősége sokat javult az előző részhez képest. A bejárható terület (Anywhere City) is sokkal nagyobb volt, mint a GTA első részében, vagy annak kiegészítőjében. A járművek száma viszont gyarapodás helyett csökkent, eltűntek a motorok és csónakok. A játék a sorozat történelmében először többjátékos móddal is rendelkezett, a játékosok körében pedig nagy népszerűségnek örvendett. Ez volt az első olyan GTA, amiben már tudtunk menteni akármikor, de sajnos csak pénzért.

### Grand Theft Auto III
2001 októberében a Rockstar Games kiadta PlayStation 2 konzolra a legelső 3D-s GTA epizódot, mely a Grand Theft Auto III nevet kapta. Ez a rész új fejezetet nyitott a játékok történetében.
A játék a New Yorkra nagy vonalakban hasonlító városban, Liberty Cityben játszódik. A bejárható terület három szigetből tevődik össze, melyek között az összeköttetést két híd és egy alagút biztosítja (ezeket a küldetések elvégzése során használatba lehet venni), valamint két sziget között igénybe vehető a metróval való tömegközlekedés is. A történet főhőse egy névtelen és szótlan 25 év körüli férfi (ő egyébként a San Andreas részben is feltűnik, akkor már a neve is kiderül: Claude. Éppen a Catalina nevű főszereplő hölggyel készülnek Liberty Citybe). A játék hatalmas rajongótábort szerzett magának. 2002 májusában megjelent PC-re, 1 évvel később pedig Xboxra, ezenkívül 2005-ben a Grand Theft Auto: Vice City-vel együtt kiadták PlayStation 2-re. Az eladások bevételéből a fejlesztők nekiláttak az először csak kiegészítőnek induló játéknak, ami végül a következő GTA epizód lett.2011 ben a Rockstar Games a Wardrum port studiót azzal bízta meg hogy portolják át a játékot iOS re és Android rendszerekre is(ez már a Google Playből is letölthető).

#### Grand Theft Auto: Vice City
2002 októberében jelent meg PlayStation 2 konzolra a GTA: Vice City. A játék kidolgozottabb történetet, és még több lehetőséget kínált elődjéhez képest. Az 1980-as évek Miamiján alapul, 1986-ban játszódik. Bár a játék grafikailag nem változott sokat elődjéhez képest, nagy sikert aratott, és még többet adtak el belőle, mint az előző részből (mára már 17 millió eladott példány!). A játék nagy médiavisszhangot váltott ki, főleg a haiti közösségben, szerintük ugyanis a játék rossz színben tüntette fel őket. 2003 májusában a játék megjelent PC-re, majd 2004 januárjában Xboxra is.
A játék főszereplője Tommy Vercetti, aki frissen szabadult a börtönből, és Vice Citybe indult egy drogüzlet lebonyolítására főnöke parancsára. Az üzlet viszont rosszul sül el, Tommy pedig mindent elveszít. Nekilát a pénz visszaszerzésének, közben saját karrierjét is kiépíti a bűn városában.

#### Grand Theft Auto: San Andreas
2004 októberében megjelent a GTA: San Andreas, ami a '90-es évek Kalifornia és Nevada államának egy részét tárta a játékosok elé. A játék színhelye az előző részektől eltérően nem egy, hanem három város, és a közöttük elterülő vidék. A három fő város nagy hasonlóságot mutat a valós megfelelőjükkel: Los Santos (Los Angeles), San Fierro (San Francisco) és Las Venturas (Las Vegas). A játék 2005 júniusában megjelent PC-re és Xboxra is.
A történet szerint Carl Johnson, egy fekete fiatalember 5 év után érkezik San Andreas államába, hogy részt vegyen anyja temetésén. Régi bandája lezüllött, barátai nem akarják visszafogadni. Carl elkezdi visszaszerezni rég elvesztett hírnevét a gettóban, de néhány korrupt rendőr az útjában áll. A történet árulással és új barátokkal, munkaadókkal teli és idáig ez a legnagyobb bejárható területű epizód.
Grand Theft Auto: The Trilogy - The Definitive Edition
2021 októberében a Rockstar hivatalosan bejelentette a három ikonikus GTA epizód: GTA III, GTA Vice City, GTA San Andreas felújított változatát. PC-re, PS4-re, PS5-re, Xbox One-ra, Xbox Series X|S-re és Switchre a megjelenés még 2021-ben várható. Ezen kívül okostelefonra 2022-es megjelenés a valószínű.

### Grand Theft Auto IV
A Rockstar Games a sorozat tizedik évfordulóján, vagyis 2007 októberében tervezte kiadni a következő generációs GTA-t, de a játék megjelenését technikai problémák miatt el kellett halasztani, így a Grand Theft Auto IV az évforduló után hat hónappal, 2008. április 29-én került piacra, Xbox 360 és PlayStation 3 konzolokra. A játék PC-s verziója 2008. december 3-án jelent meg Európában. Ezenkívül még kiadtak hozzá két kiegészítőt is: A Grand Theft Auto IV: The Lost and Damned 2009. október 29-én került bemutatásra, a Grand Theft Auto IV: The Ballad of Gay Tony pedig 2010. április 13-án.
Az új, igazi folytatás ismét Liberty City területén játszódik egy balkáni származású egyén, Niko Bellic történetét követve, aki az unokatestvére hívására érkezik a városba. Rokona, Roman azt ígérte a főhősnek, hogy nagyon gazdag és Amerika tényleg a remény földje. Természetesen ez nem igaz, Niko pedig egyre mélyebbre süllyed az alvilág bugyraiban. Kiderül, hogy unokatestvérének koránt sincs jó élete, sőt, szerencsejáték-függősége miatt rengeteg adósságot halmozott fel. Niko ezért belekezd Roman adósságainak rendezésébe, és kisebb-nagyobb bűncselekményekkel igyekszik jobbá tenni az ottani életüket. Ám Niko akarva-akaratlanul egyre nagyobb szabású bűncselekményekbe bonyolódik, míg végül már nemzetközi szerveknek teljesít szolgálatot. Hajtóvadászat indul Niko után, miközben ő egy háborús bajtársát akarja megtalálni az "amerikai álom" városában.

#### Grand Theft Auto: The Lost and Damned
A cselekmény a GTA IV eseményeivel egy térben és időben játszódik, karakterünk pedig Johnny Klebitz, egy motoros banda, a The Lost egyik tagja. Az alapjáték megléte nélkül is játszható kiegészítő.

#### Grand Theft Auto: The Ballad of Gay Tony
Ez a rész szintén a GTA IV világában játszódik, ezúttal egy belvárosi éjszakai szórakozóhely tulajdonosának dolgozunk Luis Fernando Lopez személyében. A The Lost and Damned és a The Ballad of Gay Tony egyes szálai összekapcsolódnak Niko Bellic történetével.

#### Grand Theft Auto: Episodes from Liberty City
Az Episodes from Liberty City a fentebb említett két kiegészítő egyben megvásárolható kiadása.

### Grand Theft Auto V
A Rockstar Games 2011. november 3-án erősítette meg, hogy a sorozat következő része fejlesztés alatt áll. Az első hivatalos esemény a bemutatkozó videó bejelentése volt 2011. október 25-én. A trailer november 2-án került ki a Rockstar Games honlapjára. A játékban először nem egy, hanem három irányítható főszereplőnk lesz: Michael, egy középkorú fehér férfi, aki egy visszavonult, családot alapított bankrabló; Trevor, Michael régi barátja, aki egy vidéken élő agresszív bűnöző és Franklin, aki a GTA: San Andreas főhőséhez, CJ-hez hasonlóan a város fekete negyedében él és járművezetési képességeinek, valamint fegyverek iránti szakértelmének köszönhetően találkozik Michaellel és Trevorral. A helyszín Dél-Kalifornia: Los Santos (Los Angeles) és a várost körülvevő hegyek, vidék és tengerpart, melyek területe összesen sokkal nagyobb, mint a korábbi GTA-kban bejárható játéktér. Rengeteg a játékbeli pénzköltési lehetőség, mint például autótuning, tőzsdézés, ingatlanvásárlás stb.

#### Grand Theft Auto: Online
A játék többjátékos módja Grand Theft Auto: Online névvel 2013. október 1-én vált elérhetővé.

### Grand Theft Auto 6
A sorozatban először női főszereplőt is irányíthatunk.
Miami fiktív megfelelőjében, Vice Cityben játszódik.

### Kézi konzolos részek
A sorozat népszerűségét kihasználva többféle kézi konzolra is készültek speciális Grand Theft Auto részek.

#### Grand Theft Auto Advance
2004. október 25-én jelent meg az első Grand Theft Auto rész Game Boy Advance kézi konzolra. A játék leginkább a legelső részhez hasonlító, felülnézetes játékmenettel rendelkezik, de a felülnézetes epizódoktól eltérően ebben már megjelent a radar és kidolgozottabb sztorivonala van. Sok pletyka szól arról, hogy ha megcsináltuk az utolsó küldetést, akkor nem folytathatjuk a játékot. Ez nem igaz, ugyanúgy lehet folytatni a játékot a final mission után is.

#### Grand Theft Auto: Liberty City Stories
A Liberty City Stories egy 2005-ben PlayStation Portable-ra (PSP), és 2006 ban PlayStation 2 konzolra kiadott GTA. A játék 1998-ban játszódik, tehát egyfajta előzménye a 2001-es Grand Theft Auto III-nak. Ebben a játékban az olasz maffiacsaládból származó Toni Ciprianit irányíthatjuk (Toni már a GTA III-ban is megjelent küldetésadóként). A feladatunk pedig az, hogy a Leone család szolgálatába állva megtisztítsuk Liberty Cityt az ellenséges bandáktól, és átvegyük a város feletti uralmat.
A város szinte azonos a GTA III-ban láthatott várossal, csak néhány kisebb-nagyobb változtatás történt Liberty City térképén, mint például a komp is megjelent (persze nem vezethető, de használható formában).
2005 októberében jelent meg az PlayStation Portable-re fejlesztett Grand Theft Auto epizód, a GTA: Liberty City Stories. A játék a GTA III-ban megismert 3 dimenziós Liberty Cityben játszódik. 2006 júniusában megjelent a játék PlayStation 2-re is, 2015-ben pedig iOS-ra és Androidra is megjelent.

#### Grand Theft Auto: Vice City Stories
A Vice City Stories a Liberty City Stories sikere miatt készült el. A játékot 2006-ban PSP-re, 2007-ben pedig PlayStation 2-re adták ki. A játék két évvel a Grand Theft Auto: Vice City cselekménye előtt, 1984-ben játszódik, a főszereplő pedig Victor Vance (Lance Vance bátyja). A város továbbra is változatlan maradt. Egy ideig fönt volt az eladási toplistákon, de a nem sokkal ezután megjelenő Grand Theft Auto IV hamar leszorította a dobogóról.
2006. október 31-én jelent meg a második PlayStation Portable platformra készült játék, a Grand Theft Auto: Vice City Stories. Elődjéhez hasonlóan ez a játék is egy korábban már látott városban játszódik, a Grand Theft Auto: Vice Cityben megismert Vice Cityben. Mint ahogy elődje, 2007 márciusában ez az epizód is megjelent PlayStation 2-re.

#### Grand Theft Auto: Chinatown Wars
2008. március 20-án jelent meg az első Nintendo DS kézi konzolra fejlesztett Grand Theft Auto játék, melyben izometrikus nézetben játszhatunk a GTA IV-ben megismert város egy kisebb területén. A játék története kínai és koreai gengszterek körül mozog. A főszereplő Huang Lee 25 év körüli és a Triádok tagja.
2009. június 22-én a Rockstar Games bejelentette a játékot PSP platformra, mely feljavított grafikát és megvilágítást, továbbá javított animációt és új küldetéseket kapott. A játék 2009. október 23-ától vásárolható meg UMD lemezeken és letölthető formában egyaránt.
2010. január 18-ától a játék újabb platformon, iOS-en is elérhető, így az iTunes Store-on keresztül letölthető iPhone-ra, iPod Touch-ra és iPad-re is.

## Támadások
A GTA sorozatot sokat támadták erőszakossága miatt. Noha vannak sokkal erőszakosabb/véresebb játékok is, ellenzőinek az szúr szemet, hogy a játék többi része nagyon valós és életközeli. A politikusok szerint túlságosan is kifigurázza a játék az amerikai társadalmat, és túl sok benne a társadalomkritika. Ezenkívül a Grand Theft Auto: Vice City megjelenése után a kubai, és haiti kisebbségek felháborodtak, mivel szerintük a játék felerősíti a kisebbségek elleni fellépést. De a Vice City nem úszta meg ennyivel. 2004-ben egy 17 éves tinédzser agyonlőtt 3 rendőrt Alabama államban, és aztán egy lopott kocsival elmenekült. A bírósági tárgyaláson arra hivatkozott, hogy a Vice City volt rá rossz hatással, és a játék miatt követte el ezt a bűncselekményt. Ezért a Rockstar Games még ebben az évben kiadott egy cenzúrázott verziót, amiben kevesebb az agresszív jelenet.
A sorozat minden részére jellemző a trágár beszéd, és a túlzott mértékű szexualitás, ezért minden rész 18+ minősítést kapott, ami azt jelenti, hogy csak felnőttek számára ajánlott; ennek ellenére a játékkal főleg a tizenévesek játszanak. A Rockstar Games néhány részhez kiadott egy cenzúrázott verziót, amiben kevesebb a felkavaró, véres jelenet, és a párbeszédek is mérsékeltebbek. Ám ezek a verziók is 15+ korhatárt kaptak Ausztráliában. Németországban 16+ korhatárt kaptak a részek. Ennek főleg oka, hogy a cenzurátlan verziókat Ausztráliában (a videojátékokban lévő prostituáltak miatt) és Németországban (a durva erőszak miatt) betiltották és csak a cenzurázott verziót engedélyezték a két országban.
A Rockstar Games komoly perveszteségeket szenvedett a "Hot Coffee" botrány miatt. A GTA San Andreasban a játék módosításával a játékban egyébként letiltott szexjeleneteket lehetett bekapcsolni: egy apró fájl letöltése után a főhős már nem csupán az utcán irányítható, hanem az ágyban is, ahol barátnőit kell a játékosnak az orgazmusig eljuttatnia. A már lezárult per a Rockstar javára végződött, mivel ez a kiegészítő bele volt építve az alkalmazásba, de alapjában véve nem volt elérhető, csak az azt megnyitó nem hivatalos kiegészítéssel.